# Lãnh đạo phe đối lập (Thái Lan)
Lãnh đạo phe đối lập (tiếng Thái: ผู้นำฝ่ายค้านในสภาผู้แทนราษฎร,Phu Nam Fai Khan Nai Sapha Phu Thaen Ratsadon) là nhóm chính trị phe thiểu số trong Hạ viện Thái Lan.Tiếp tục Hệ thống Westminster,Thái Lan bắt đầu áp dụng phe đối lập vào năm 1975. Theo Hiến pháp năm 2007 của Thái Lan Lãnh đạo phe đối lập đã được trao vai trò chính thức trong hệ thống chính trị tại Thái Lan. Hiến pháp quy định rằng các Lãnh đạo phe đối lập phải được lựa chọn ngay sau khi Thủ tướng Chính phủ và nội các được bổ nhiệm.
Để trở thành phe đối lập thì phải hội đủ các tiêu chuẩn sau: Là đảng lớn nhất không có thành viên trong Nội các và phải có trên 1/5 số ghế tại Hạ viện (96 ghế) trên tổng số 480 ghế.Nếu như không hội đủ yêu cấu thì Đảng nào có vị trí thiểu số lớn nhất sẽ được lựa chọn.Và được bổ nhiệm bởi Quốc vương Thái Lan.
Lãnh tụ của phe đối lập cũng có vai trò khác ngoài đứng đầu nội các đối lập của Thái Lan,cũng là thành viên của một số ủy ban được lựa chọn như: Thẩm phán Tòa án Hiến pháp, Ủy viên bầu cử, Thanh tra và ủy viên của Ủy ban quốc gia phòng chống tham nhũng  và thành viên của Ủy ban Kiểm toán Nhà nước.

## Danh sách lãnh đạo Phe đối lập
| #         | Chân dung            | Tên                   | Nhiệm kỳ Bắt đầu     | Nhiệm kỳ Kết thúc   | Đảng Chính trị     |
| --------- | -------------------- | --------------------- | -------------------- | ------------------- | ------------------ |
| 1         |                      | MR Seni Pramoj        | 22 tháng 3 năm 1975  | 12 tháng 1 năm 1976 | Đảng Dân chủ       |
| 2 (1)     |                      | Pramarn Adireksarn    | 24 tháng 5 năm 1983  | 1 tháng 5 năm 1986  | Đảng Nước Thái     |
| 3 (1)     |                      | Chavalit Yongchaiyudh | 15 tháng 5 năm 1992  | 16 tháng 6 năm 1992 | Đảng Khát vọng Mới |
| (2)       |                      | Pramarn Adireksarn    | 30 tháng 12 năm 1992 | 7 tháng 5 năm 1994  | Đảng Nước Thái     |
| 4         |                      | Banharn Silpa-archa   | 27 tháng 5 năm 1994  | 19 tháng 5 năm 1995 | Đảng Nước Thái     |
| 5 (1,2)   |                      | Chuan Leekpai         | 4 tháng 8 năm 1995   | 27 tháng 9 năm 1996 | Đảng Dân chủ       |
| 5 (1,2)   | 21 tháng 12 năm 1996 | Chuan Leekpai         | 8 tháng 11 năm 1997  |                     | Đảng Dân chủ       |
| (3) (2-4) |                      | Chavalit Yongchaiyudh | 26 tháng 11 năm 1997 | 12 tháng 1 năm 1998 | Đảng Khát vọng Mới |
| (3) (2-4) | 2 tháng 9 năm 1998   | Chavalit Yongchaiyudh | 27 tháng 4 năm 1999  |                     | Đảng Khát vọng Mới |
| (3) (2-4) | 12 tháng 5 năm 1999  | Chavalit Yongchaiyudh | 30 tháng 4 năm 2000  |                     | Đảng Khát vọng Mới |
| (5) (3)   |                      | Chuan Leekpai         | 11 tháng 3 năm 2001  | 3 tháng 5 năm 2003  | Đảng Dân chủ       |
| 6         |                      | Banyat Bantadtan      | 23 tháng 5 năm 2003  | 5 tháng 1 năm 2005  | Đảng Dân chủ       |
| 7 (1,2)   |                      | Abhisit Vejjajiva     | 23 tháng 4 năm 2005  | 19 tháng 9 năm 2006 | Đảng Dân chủ       |
| 7 (1,2)   | 27 tháng 2 năm 2008  | Abhisit Vejjajiva     | 17 tháng 12 năm 2008 |                     | Đảng Dân chủ       |
| 8         |                      | Chalerm Yubamrung     | 12 tháng 1 năm 2009  | 5 tháng 8 năm 2011  | Đảng Pheu Thái     |
| (7) (3)   |                      | Abhisit Vejjajiva     | 6 tháng 8 năm 2011   | 9 tháng 12 năm 2013 | Đảng Dân chủ       |

Số trong ngoặc thể hiện nhiệm kỳ.